# Chinchaga River
Der Chinchaga River ist ein etwa 500 km langer linker Nebenfluss des Hay River in den kanadischen Provinzen British Columbia und Alberta.

## Flusslauf
Der Chinchaga River hat seinen Ursprung in den 790 m hoch gelegenen Chinchaga Lakes im Nordosten von British Columbia. Er fließt anfangs in überwiegend östlicher Richtung und überquert nach 40 km die Grenze nach Alberta. Später mündet der Tanghe Creek von Norden kommend in den Chinchaga River. Dieser bildet wenige Kilometer später über eine Strecke von 30 km die nördliche Grenze des Chinchaga Wildland Provincial Parks. Der Chinchaga River wendet sich nun in Richtung Nordnordost und später nach Osten. Unweit der Siedlung Keg River wendet sich der Chinchaga River nach Norden. Er behält die Hauptfließrichtung auf seinen unteren 200 km bei. Von Westen kommend trifft der Haig River auf den Chinchaga River. Der Alberta Highway 58 (High Level–Rainbow Lake) überquert den Fluss 85 km oberhalb dessen Mündung in den Hay River. Die Mündung befindet sich 25 km östlich des Zama Lake. Der Chinchaga River weist entlang seinem gesamten Flusslauf ein stark mäandrierendes Verhalten auf.

## Hydrologie
Der Chinchaga River entwässert ein Areal von etwa 10.700 km². Der mittlere Abfluss 85 km oberhalb der Mündung beträgt 28,6 m³/s. Der höchste monatliche mittlere Abfluss tritt im Mai während der Schneeschmelze auf und beträgt 122 m³/s.
Der Chinchaga River ist ein Schwarzwasserfluss, das bedeutet, sein Wasser ist klar und bräunlich gefärbt, was auf die große Menge an gelösten Huminsäuren zurückgeht. Dies ist typisch für Flüsse, die Torf- und Moorgebiete entwässern.

## Fischfauna
Im Chinchaga River kommen folgende Fischarten vor: die Saugkarpfen-Arten Catostomus catostomus („longnose sucker“) und Catostomus commersoni („white sucker“), Couesius plumbeus („lake chub“), der Barschlachs Percopsis omiscomaycus, Hecht (Esox lucius), Glasaugenbarsch (Stizostedion vitreum), Nordamerikanischer Bachstichling (Culaea inconstans), Margariscus margarita („pearl dace“) und Arktische Äsche (Thymallus arcticus). 